# Masala dosa
Masala dosa, hay còn được gọi là masale dosey (ಮಸಾಲೆ ದೋಸೆ), là một món ăn có xuất xứ từ vùng Nam Ấn Độ. Món ăn này là một loại dosa và có nguồn gốc từ thị trấn Udupi ở Karnataka. Masala dosa được làm từ gạo, đậu lăng, đậu mười, đậu hồi, cỏ ca ri, gạo phồng, đậu triều và ớt đỏ khô, ăn kèm với cà ri khoai tây, chutney và sambar. Đây là món ăn phổ biến ở Nam Ấn Độ, nhưng cũng có thể được tìm thấy ở các vùng khác của Ấn Độ. hay ở nước ngoài. Ở Nam Ấn Độ, các công đoạn chuẩn bị masala dosa là khác nhau tùy theo thành phố. Có nhiều biến thể của Masala dosa như Davanagere butter dosa hay masala dosa giấy.

## Chuẩn bị
Dosa được làm bằng cách ngâm gạo và đậu lăng qua đêm trong nước rồi nghiền thành bột. Bột được lên men qua đêm. Để làm dosa, bột được phết lên tava nóng bằng muôi hoặc bát. Sau đó hỗn hợp được nướng áp chảo cho đến khi giòn và ăn kèm với cà ri khoai tây, chutney hoặc sambar.

## Biến thể

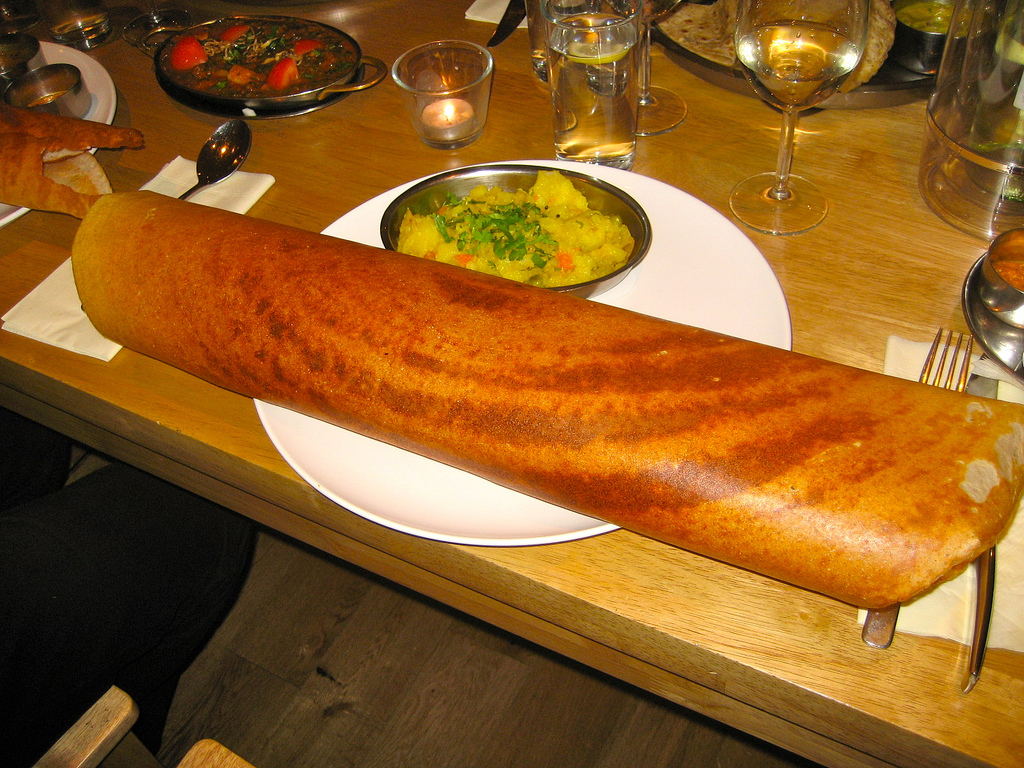
Masala dosa giấy
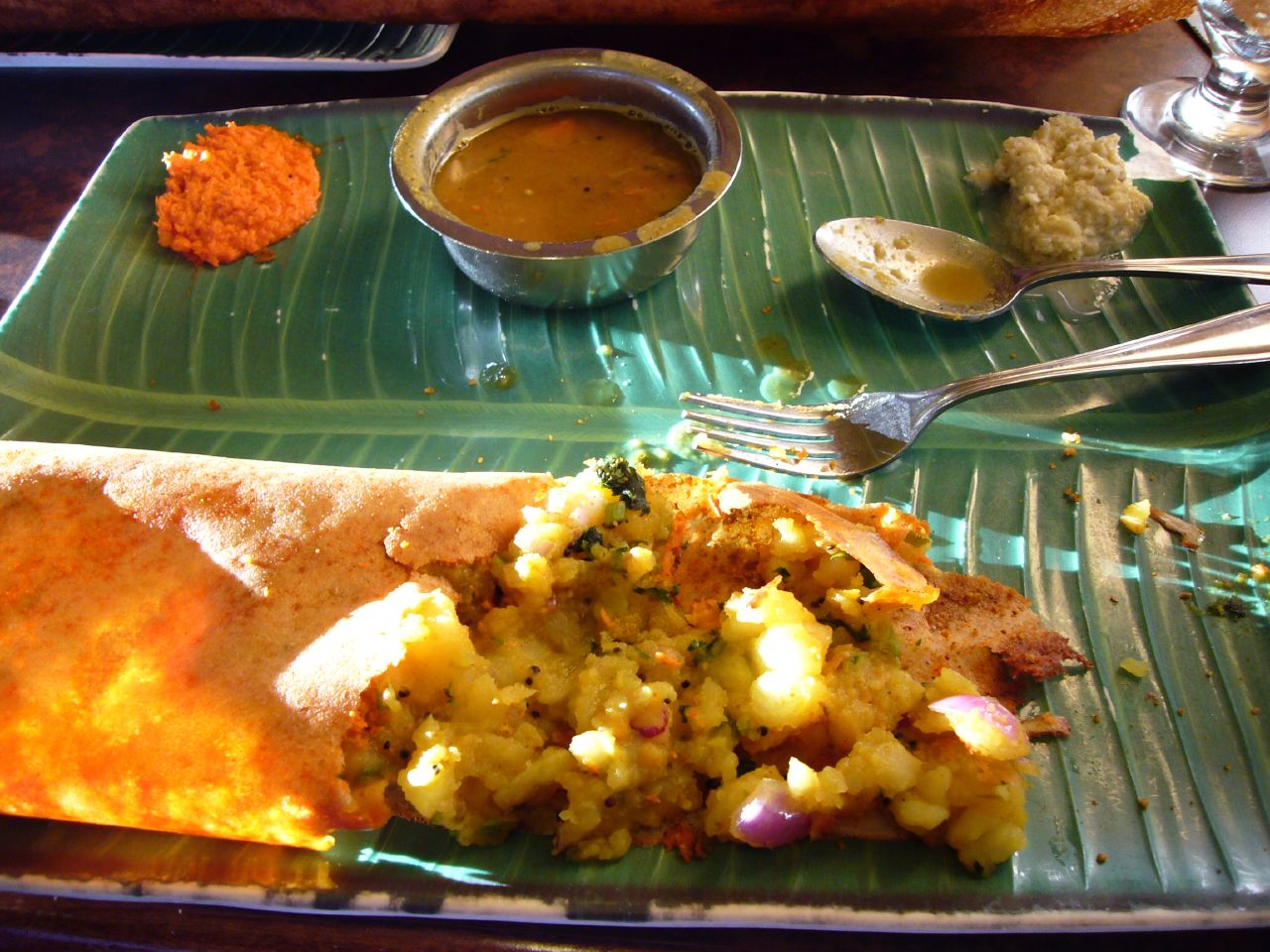
Madras masala dosa đặc biệt
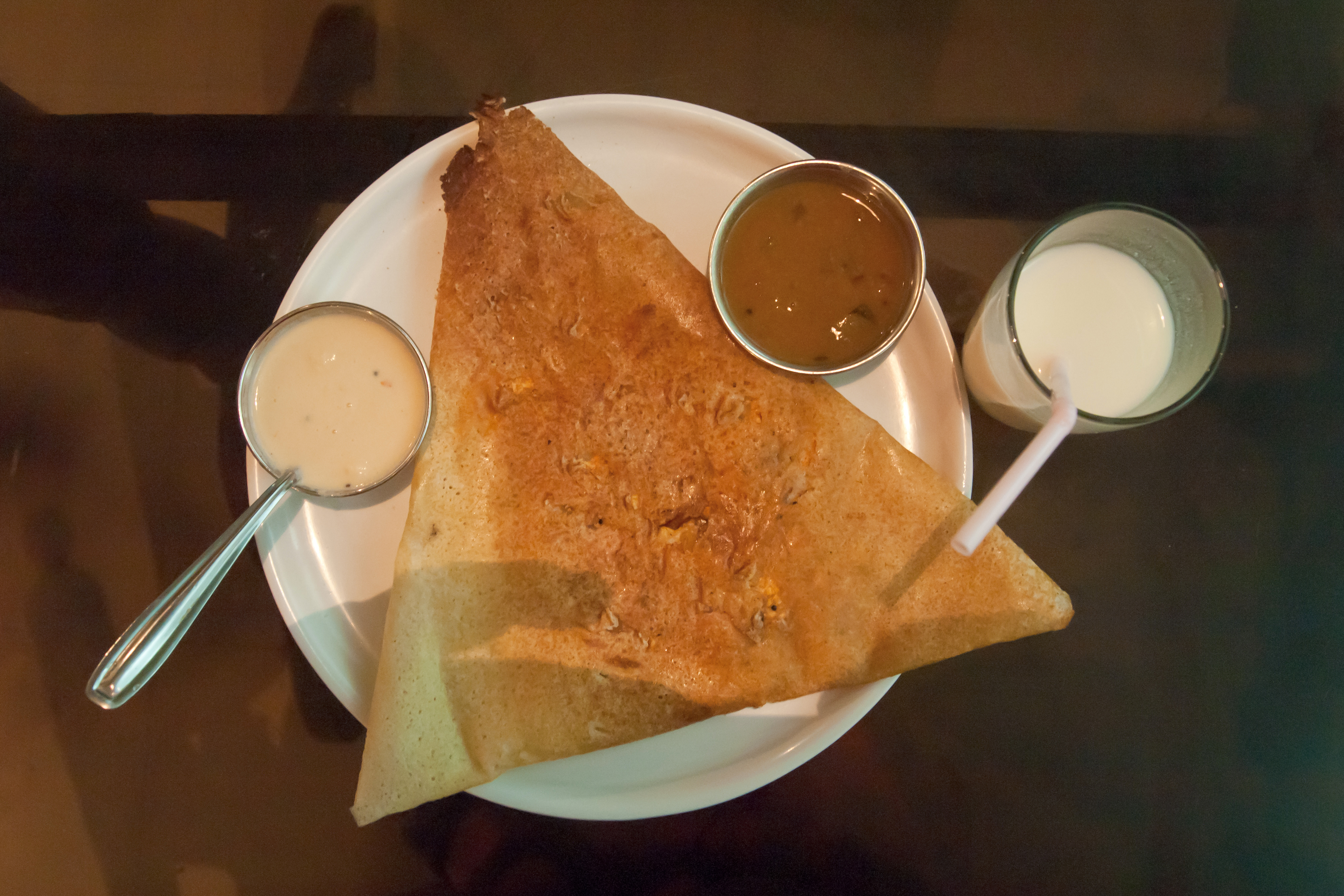
Masala dosa
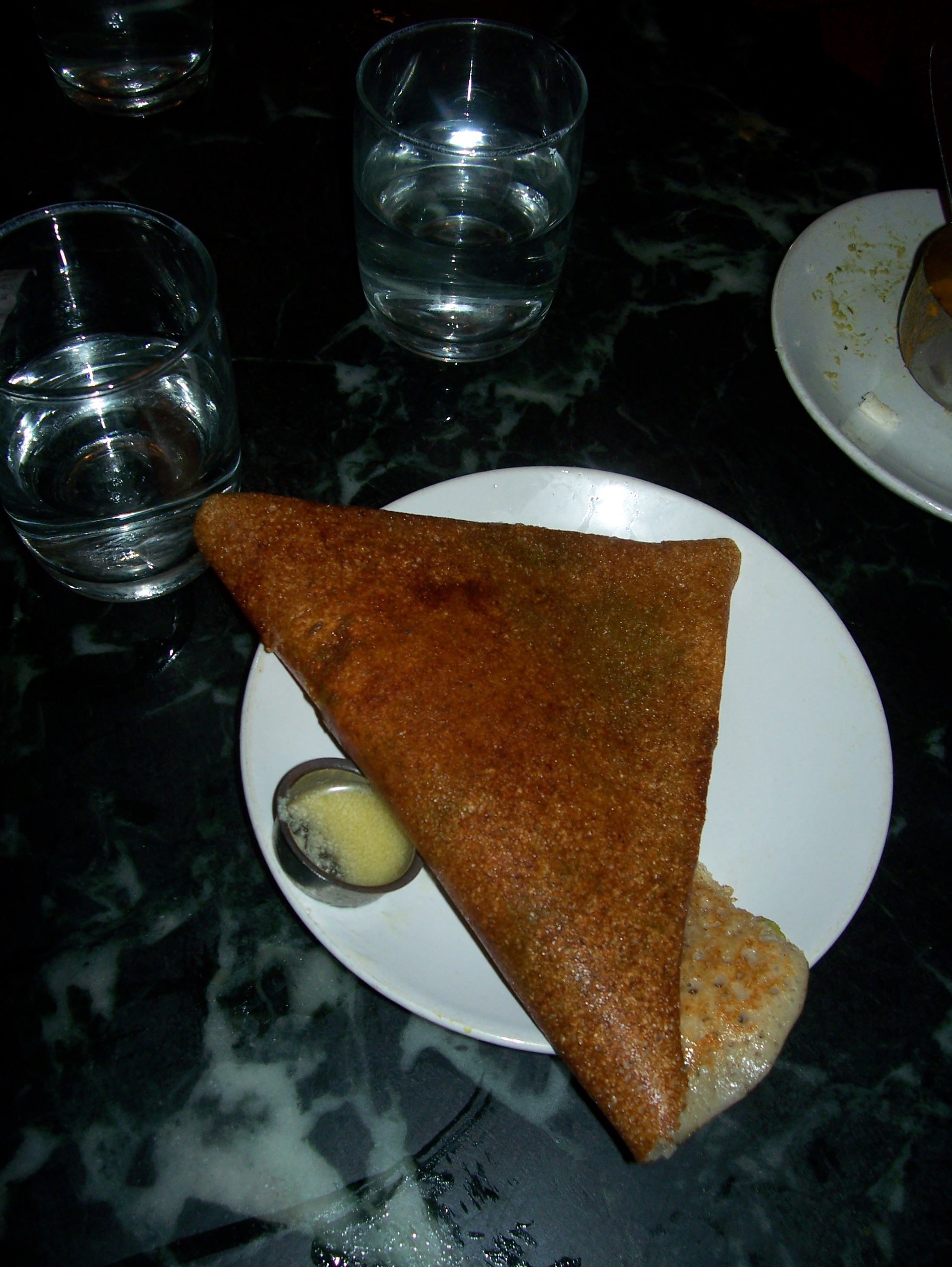
MTR masala dosa